# Vincent Faïta
Vincent Faïta, né le 5 mai 1918 à La Spezia et exécuté le 22 avril 1943 à Nîmes, est un résistant communiste français.

## Biographie
Avec son ami Jean Robert, ils sont défendus par les avocats Charles Bedos et Maurice Delran.
Il est condamné à mort et guillotiné le 22 avril 1943, avec Jean Robert, dans la cour du palais de justice de Nîmes.
Le bâtonnier Charles Bedos, fut déporté à Mauthausen pour les avoir défendus. Après la guerre, il fut libéré et a prononcé un discours aux arènes de Nîmes, le 1er septembre 1945, devant 20 000 personnes,
Durant l’été 1942, se montèrent les premiers camps de résistance en Corrèze, Un camp de maquis Francs-tireurs et partisans, porta le nom de camp Faïta dans le secteur d’Ussel et Égletons.

## Décorations
- Médaille de la Résistance française (17 décembre 1968)[4]

## Hommage
Au moins 5 communes ont donné un hommage posthume à Vincent Faïta en baptisant des noms de rues ou d'avenue en son honneur.
- Une avenue porte son nom à Marseille
- Les communes de Nîmes, Port-de-bouc, Cendras et Laudun-l'Ardoise ont une rue Vincent Faïta